# Kate O'Regan

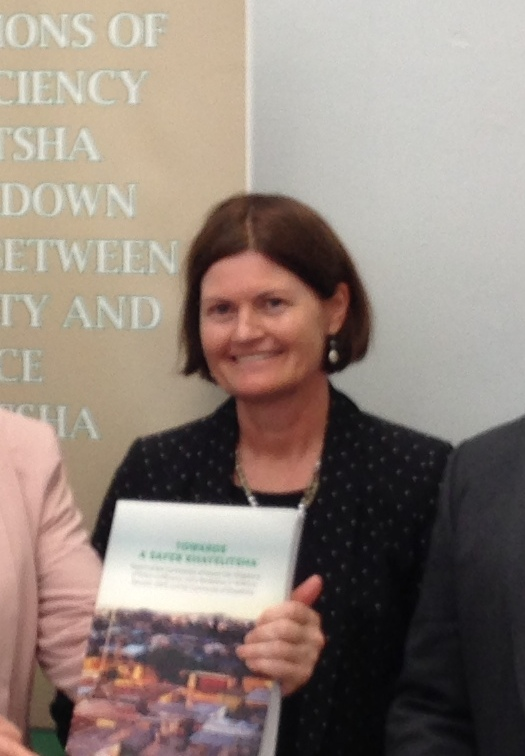
Kate O'Regan (2014)

Catherine "Kate" O'Regan (sinh ngày 17 tháng 9 năm 1957) là cựu thẩm phán của Tòa án Hiến pháp Nam Phi. Từ năm 2013 đến 2014, bà là ủy viên của Ủy ban Khayelitsha  và hiện là giám đốc đầu tiên của Viện Nhân quyền Bonavero tại Đại học Oxford.

## Tuổi thơ
O'Regan sinh ra ở Liverpool, Anh, trong một gia đình Công giáo lớn gồm những người nhập cư Ailen. Bà chuyển đến Cape Town khi cô bảy tuổi. Mẹ của bà là một nha sĩ từ một "hộ gia đình rất chính trị"; Cha của bà là một bác sĩ đã trở nên tích cực trong các cộng đồng Công giáo nghèo và những người bị buộc phải loại bỏ khỏi cộng đồng.

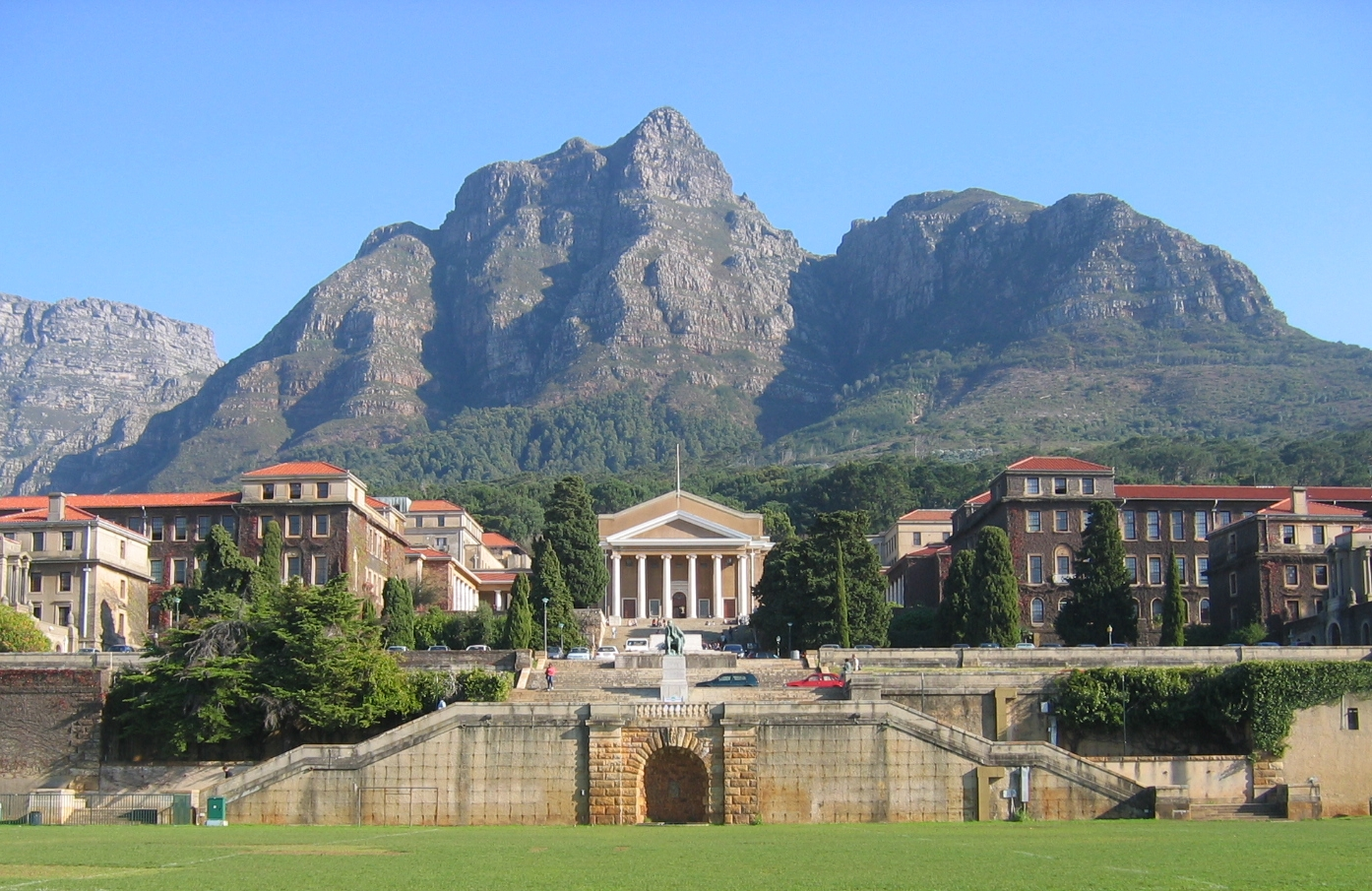
Khuôn viên phía trên của Đại học Cape Town, nơi O'Regan học năm năm, làm giảng viên khi bắt đầu sự nghiệp, và hiện là giáo sư danh dự.

O'Regan học tại Đại học Cape Town từ năm 1975 đến 1980, kiếm được BA và LLB. Bà được Arthur Chaskalson dạy, người vừa mới thành lập Trung tâm Tài nguyên Pháp lý, và điều hành dự án trợ giúp pháp lý của UCT, làm việc với Mahomed Navsa của Đại học Western Cape. Sau khi kiếm được bằng LLM từ Đại học Sydney, bà trở về Nam Phi và bắt đầu các bài viết về thư ký tại Bowman Gilfillan. Bà ở lại Bowman trong hai năm dưới John Brand, chuyên về luật lao động và quyền đất đai và đại diện cho COSATU, NUM, NUMSA và Sash Black.
Năm 1985, O'Regan tới Luân Đôn để làm Tiến sĩ tại Trường Kinh tế Luân Đôn về ngăn chặn các cuộc đình công. Khi trở về Nam Phi vào năm 1988, bà làm việc tại Đơn vị Luật Lao động và sau đó trở thành phó giáo sư tại Đại học Cape Town. Bà là thành viên sáng lập của dự án Nghiên cứu về Luật, Chủng tộc và Giới và Viện Phát triển Luật tại UCT; cố vấn cho Quốc hội Châu Phi (trong đó bà là thành viên không hoạt động từ năm 1991)  về luật yêu cầu đất đai, làm việc với Geoff Budlender, Aninka Claassens và Derek Hanekom; và phục vụ như một người ủy thác của Ủy thác Trung tâm Tài nguyên Pháp lý. Bà đồng biên tập các cuốn sách Không nơi nào để nghỉ ngơi: Loại bỏ cưỡng bức và Luật pháp ở Nam Phi và đóng góp vào Hiến chương về công bằng xã hội: Đóng góp cho tranh luận về quyền lợi của Nam Phi.